# Yusra Karim
Yusra Karim (26 de marzo de 1997) es una deportista marroquí que compite en atletismo adaptado. Ganó dos medallas en los Juegos Paralímpicos de Verano, plata en Tokio 2020 y plata en París 2024.

## Palmarés internacional
| Juegos Paralímpicos | Juegos Paralímpicos | Juegos Paralímpicos | Juegos Paralímpicos |
| Año                 | Lugar               | Medalla             | Prueba              |
| ------------------- | ------------------- | ------------------- | ------------------- |
| 2020                | Tokio (Japón)       | Medalla de plata    | Disco F41           |
| 2024                | París (Francia)     | Medalla de plata    | Disco F41           |